# Рабех, Юссеф
Юссе́ф Рабе́х (араб. يوسف رابح‎; 13 апреля 1985, Рабат) — марокканский футболист, защитник.

## Карьера
Начал свою карьеру в марокканской команде ФЮС (Рабат). В 2005 Рабех подписал контракт сроком на один год с саудовским клубом «Аль-Ахли» из Джидды. В том же году он добрался до полуфинала молодёжного чемпионата мира с молодёжной сборной Марокко. В 2006 году Юсеф вернулся в ФЮС, где играл в течение шести месяцев. В сезоне 2006/07 играл в другом клубе из Рабата — ФАР, вместе с которым он дошёл до финала Кубка конфедерации КАФ в 2006 году и стал серебряным призёром чемпионата Марокко в 2007 году.

### «Левски»
В 29 июля 2007 Рабех подписал контракт с «Левски», сумма трансфера составила 800 тысяч евро. Своей игрой завоевал симпатию болельщиков «Левски».
Он стал чемпионом Болгарии в 2009 году под руководством Эмиля Велева. Несмотря на неудачные результаты в ходе осенней части сезона, после серии победных матчей весной «Левски» выполнил задачу, поставленную руководством, и досрочно, за тур до конца национального чемпионата, софийцы стали 26-кратными чемпионами страны.
В сезоне 2009/10, вместе со своей командой «Левски», начал свою европейскую кампанию с победы 9:0 (по сумме двух матчей) во втором квалификационном раунде Лиги чемпионов против «Сан-Жулиа». В следующем раунде «Левски» переиграл по сумме двух матчей «Баку» (2:0). 15 августа 2009 года Рабех был исключён из команды после инцидента, связанного с пьянством. Однако после плохой игры защиты «Левски» он вернулся в команду в ответной игре в последнем раунде плей-офф против «Дебрецена» (1:1), от которого по сумме двух матчей софийцы потерпели поражение со счётом 1:4. Тем не менее, «Левски» получил право участвовать в групповой стадии Лиги Европы.
Прославился своими несоблюдение режима в «Левски».

### «Анжи»
С 8 февраля 2010 года 24-летний марокканский защитник «Левски» заключил с «Анжи» трёхлетний контракт.
20 февраля было сообщено, что, не предупредив никого из сотрудников клуба, Рабех покинул отель, где располагалась команда, при этом пропали деньги, которые его сосед, Тодор Тимонов, хранил в номере. Тем самым своевольность Рабех может лишить его бывшую команду «Левски» около 500 тысяч долларов компенсации, которые дагестанцы должны были перевести за трансфер защитника. «Анжи» может отказаться платить болгарам или, по крайней мере, задержать трансфер. Сам Рабех заявил, что не хотел переходить в «Анжи» и принял решение завершить карьеру.
Затем Рабех присоединился с марокканскому клубу «Могреб», а в 2011 году перешёл в «Видад».

### В сборной
Свою первую игру за «Атласских львов» он провёл 11 октября 2008 года в победном матче над Мавританией 4:1.

## Достижения
- Чемпион Болгарии: 2008/09
- Обладатель Суперкубка Болгарии: 2009
- Финалист Кубка конфедерации КАФ: 2006
- Полуфиналист молодёжного чемпионата мира: 2005

## Характеристика
Рабех очень агрессивный игрок. Во время его карьеры в «Левски» он трижды был дисквалифицирован за грубость. Однако он внушительно играет в центре защиты и часто его вмешательства носят благотворный характер. Он также славится исполнением штрафных ударов.

## Прозвища
Футбольными фанатами в Марокко получил прозвище «марокканский Беккенбауэр».

## Личная жизнь
Рабех зачастую имел проблемы, связанные с алкоголем, он принимал участие в различных пьяных драках, попал в автомобильную аварию после столкновения с таксисом, его лишили водительских прав, и в 2009 году его чуть не выгнали из «Левски». В начале 2010 года в зимнем лагере «Левски» в Карварне Рабех имел другой алкогольный инцидент, и его выгнали из лагеря. Главный тренер «Левски» Георгий Иванов заявил, что Рабех будет либо продан другому клубу, либо будет играть в резервной команде «Левски».